# Zygmunt Wójcik (pisarz)
Zygmunt Wójcik (ur. 6 czerwca 1935 w Kępie Lubawskiej, zm. 22 kwietnia 1995 w Bratysławie) – polski poeta i prozaik.
Ukończył studia na Wydziale Historii Uniwersytetu Warszawskiego w 1960. Od 1956 należał do PZPR. Debiutował jako poeta w 1958 roku na łamach prasy. W latach 1958–1969 był redaktorem tygodnika "Zarzewie". W latach 1969–1974 był zastępcą redaktora naczelnego "Tygodnika Kulturalnego", zaś w latach 1974–1988 zastępcą redaktora naczelnego kwartalnika "Regiony". W 1971 otrzymał Nagrodę im. Stanisława Piętaka za Mowy weselne. W czasach PRL był odznaczony również m.in.: Krzyżem Kawalerskim Orderu Odrodzenia Polski, Złotym Krzyżem Zasługi i odznaką Zasłużony Działacz Kultury.
Został pochowany na cmentarzu w Popowie Kościelnym.

## Twórczość
- Wiersze (1962 r.)
- Podpłomyk-Poezje (1967 r.)
- Kochany (1968 r.)
- Mowy weselne (1969 r.)
- Zabijanie koni (1973 r.)
- Pojedynek (1977 r.)
- Zła miłość (1978 r.)
- Suita chłopska (1979 r.)
- Twarzą do życia (1981 r.)
- Przesiewanie czasu (1983 r.)
- Dzień mojej matki-Poezje (1985 r.)
- Odejść z Sodomy (1987 r.)
- Wejście w rzekę-Poezje (1988 r.)
- Ameryka czeka na ciebie (1991 r.)
- Wino-Poezje (1991 r.)
- Zimowy wściekły pies (wydanie pośmiertne w 1995 r.)